# Tulsi Gabbard
Tulsi Gabbard ([ˈtʌlsi_ˈgæbərd]?; født 12. april 1981 i Leloaloa, Amerikansk Samoa) er en amerikansk politiker fra delstaten Hawaii, som siden februar 2025 har været direktør for USA's Efterretningsfælleskab. Hun repræsenterede Det demokratiske parti i Repræsentanternes Hus' forsvars- og udenrigskomitéer fra 2013 til 2021. Derudover har hun været en af souscheferne i sit parti. Hun var også den første hindu og etniske samoaner i Kongressen. Gabbard er major i Arménationalgarden og var i aktiv tjeneste i Irak fra 2004 til 2005 og i Kuwait fra 2008 til 2009.
Hun var indtil den 19. marts 2020, hvor hun trak sig og støttede op om Joe Biden, opstillet til at blive Demokraternes præsidentkandidat til Præsidentvalget i 2020.

## Baggrund
Gabbard blev født som det fjerde af fem børn. Hendes søskende hedder Bhakti, Jai, Aryan og Vrindavan. Hendes mor er Carol Porter Gabbard, og faren, Gerald Michael "Mike" Gabbard, er det første samoanske medlem af senatet i Hawaii, hvor han repræsenterer Det demokratiske parti. Familien, som flyttede til Hawaii i 1983, bærer præg af to distinkte etniske baggrunde og religiøse traditioner, henholdsvis katolsk-samoansk med indslag af østlig mysticisme på faderens sider og euroamerikansk med hinduistisk tro på morens.
Bortset fra to år ved en missionærdrevet skole på Filippinerne har Gabbard taget sin uddannelse op til high school hjemme. I 2000 tog hun sin bachelorgrad i bedriftsøkonomi med vægt på internationale forhold fra Hawaii Pacific University.
Gabbard hvervede sig til w i april 2003 og søgte om at komme i tjeneste i Irak sammen med sin afdeling. Under sin tjeneste i Irak, som varede i et år, tjenestegjorde hun som specialist i en sanitetsafdeling og fik Meritorious Service Medal. Efter tilbagekomsten til USA arbejdede hun som assistent for senator Daniel Akaka i Washington D.C. Hun blev siden udnævnt til Second Lieutenant ved den 29. brigade i Hawaiis Army National Guard, hvor hun ledte en trop i miltærpolitiet.
I juni 2011 var Gabbard i Indonesien som del af en oplæring i fredsbevarende virksomhed i samarbejde med landets forsvar.
Gabbard giftede sig på ny i april 2015, denne gang med Abraham Williams.
I oktober 2015 blev hun forfremmet fra kaptajn til major.

## Politisk karriere
I 2002 stillede hun op (under sit daværende navn Gabbard Tamayo) som kandidat til Repræsentanternes hus på Hawaii og vandt med 64,9 % af stemmerne.
I en alder af 21 år blev hun den yngste folkevalgte i delstatens historie og det yngste kvindelige medlem i et amerikansk delstatsparlament nogensinde. Hun repræsenterede Oahu 42nd District. Gabbard stille op til genvalg i 2004, men meldte sig som frivillig til National Guard-tjeneste i Irak og bestemte sig for ikke at drive aktiv valgkamp. Hun modtog alligevel 25 % af stemmerne.
Efter perioden fra 2002 til 2004 i Repræsentanternes Hus i Hawaii blev hun medlem af bystyret i Honolulu, hvor hun sad fra 2011 til 2012. I 2012 blev hun for første gang valgt ind i det nationale Repræsentanternes Hus med 80,6 % af stemmerne, og i 2016 blev hun genvalgt med 81,2 % af stemmerne. I 2018 blev hun valgt for en tredje periode med 74 %.
I oktober 2022 annoncerede Gabbard at hun ville forlade det demokratiske parti, som hun beskrev som en "elitær klike af krigshærgere". I 2024 valgte hun at bakke op om Donald Trump til det amerikanske præsidentvalg, og blev en del af Trumps kampagneteam.
Siden februar 2025 har Gabbard fungeret som direktør for USA's Efterretningsfælleskab.